# Ocotea austinii
Ocotea austinii är en lagerväxtart som beskrevs av C. K. Allen. Ocotea austinii ingår i släktet Ocotea och familjen lagerväxter. Inga underarter finns listade i Catalogue of Life.